# Program na ochranu princezen
Program na ochranu princezen (v anglickém originálu Princess Protection Program) je americký televizní film společnosti Disney Channel z roku 2009. Režie se ujala Allison Liddi-Brown. Scénář byl napsán Annie DeYoung podle příběhu, který napsala DeYoung společně s Davidem Morgasenem. Ve Spojených státech měl film premiéru 26. června 2009 na televizní stanici Disney Channel.

## Obsazení
- Demi Lovato jako princezna Rosalinda Maria Montoya Fiore / Rosie Gonzalezová
- Selena Gomezová jako Carter Masonová
- Tom Verica jako major Joe Mason
- Sully Díaz jako královna Sofía Fiore
- Johnny Ray Rodríguez jako generál Magnus Kane
- Jamie Chung jako Chelsea Barnesová
- Nicholas Braun jako Ed
- Robert Adamson jako Donny
- Samantha Droke jako Brooke
- Kevin G. Schmidt jako Bull
- Talia Rothenberg jako Margaret
- Molly Hagan jako intendantka
- Dale Dickey jako Helen Digenerstetová
- Ricardo Álvarez jako mistr Elegante
- Brian Tester jako ředitel Burkle

## Výroba
Natáčení probíhalo v Portoriku od 14. března 2008 do 18. dubna 2008, a je to první původní film společnosti Disney Channel natáčený v Portoriku. Scény ze školního prostředí byly natočeny v Colegio San Ignacio de Loyola a v Colegio San José v San Juan. Scény u jezera byly natočeny u Loíza Lake v Trujillo Alto. Natáčelo se rovněž na zámku Seralles Castle v Ponce nebo v zahradách Casa se España v Old San Juan.

## Hudba
Ve filmu byly představeny dvě písně: duet nazpívaný Lovato a Gomezovou s názvem „One an the Same“ a píseň nazpívaná Mitchellem Mussoem „The Girl Can't Help It“. Tyto písně se také objevily v albu Disney Channel Playlist, které vyšlo 9. června 2009. Ve filmu rovněž zazněly skladby „Two Worlds Collide“ od Lovato, „Saturdays and Sundays“ od KSM a „Ride“ od Diany Page.

## Přijetí
Na Rotten Tomatoes získal film hodnocení 60 % z 5 recenzí. Laura Friesová z časopisu Variety popsala film slovy „lehký jako letní vánek v zálivu Louisiany“. Friesová také pochválila filmovou spisovatelku Annie DeYoung za to, že poskytla mladým dívkám pěkné poselství týkající se sebeúcty. Friesová řekla, že film by měl být u cílového publika Disney Channelu hitem.